# Elecciones generales de Quebec de 2022
Las elecciones generales quebequesas de 2022 ocurrieron el 3 de octubre de 2022 para elegir a los 125 diputados de la Asamblea Nacional de Quebec.

## Contexto
Después de las elecciones de 2018 y la victoria de la Coalición por el Futuro de Quebec (CAQ) de François Legault, Philippe Couillard (jefe del Partido Liberal de Quebec) y Jean-François Lisée (jefe del Partido Quebequés) dimitieron de sus puestos.
Para el Partido Liberal, se presentó Dominique Anglade, antigua vice primera ministra y exministra de la Economía, de Ciencia y de Innovación. Alexandre Cusson se presentó también, poco tiempo después. Sin embargo, es Denis Coderre, exalcalde de Montreal, quién era el más apoyado por los simpatizantes liberales aunque no era todavía candidato a la primaria. Finalmente, Alexandre Cusson decidió retirarse de la campaña liberal porque no era «independiente de fortuna», haciendo así que Dominique Anglade sea la primera mujer negra al frente de un gran partido en Quebec.
Para el Partido Quebequés, Sylvain Gaudreault, diputado de Jonquière, fue el primero que oficializó su candidatura. Lo hacen después Frédéric Bastien, y Paul St-Pierre Plamondon. El humorista Guy Nantel presentó su candidatura el 13 de febrero de 2020.
Paul St-Pierre Plamondon, Sylvain Gaudreault, Frédéric Bastien y Guy Nantel fueron los candidatos oficiales en la primaria del Partido Quebequés. El voto tiene lugar el 9 de octubre de 2020 y Paul St-Pierre Plamondon fue elegido por la mayoría de los simpatizantes del PQ.

## Sistema electoral
La Asamblea Nacional se compone de 125 escaños, elegidos en circunscripciones electorales. Se trata de un escrutinio uninominal mayoritario con una vuelta.

## Fuerzas en presencia

### Cuadro recapitulativo
| Partido político | Partido político                    | Ideología | Candidatos al puesto de primer ministro | Resultado en 2018 | Diputados        | Diputados                      | Diputados  |
| Partido político | Partido político                    | Ideología | Candidatos al puesto de primer ministro | Resultado en 2018 | Elegidos en 2018 | En el momento de la disolución | Candidatos |
| ---------------- | ----------------------------------- | --- | --------------------------------------- | ----------------- | ---------------- | ------------------------------ | ---------- |
|                  | Coalition avenir Québec (CAQ)       | Centro-derecha Autonomismo, nacionalismo quebequés, liberalismo económico                                                                      | François Legault                        | 37,42             | 74               | 76                             | 125        |
|                  | Partido Liberal de Quebec (PLQ)     | Centro-izquierda a Centro federalismo, liberalismo económico, social-liberalismo, progresismo                                                  | Dominique Anglade                       | 24,82             | 31               | 27                             | 125        |
|                  | Partido Quebequés (PQ)              | Centroizquierda Soberanismo, nacionalismo quebequés, social-democracia, regionalismo, nacionalismo económico                                   | Paul St-Pierre Plamondon                | 17,06             | 10               | 7                              | 125        |
|                  | Quebec Solidario (QS)               | Izquierda revolucionaria a Izquierda política Soberanismo, socialismo democrático, socialdemócrata, altermundialismo, ambientalismo, feminismo | Gabriel Nadeau-Dubois                   | 16,10             | 10               | 10                             | 124        |
|                  | Partido Verde de Quebec (PVQ)       | Izquierda Federalismo, ecologismo, ecosocialismo, derechos de los animales                                                                     | Alex Tyrrell                            | 1,68              | 0                | 0                              | 73         |
|                  | Partido Conservador de Quebec (PCQ) | Derecha a Centroderecha Federalismo, Conservadurismo fiscal, Libertarismo                                                                      | Éric Duhaime                            | 1,46              | 0                | 1                              | 125        |
|                  | Independientes                      | Independientes | Independientes                          | 0,16              | 0                | 4                              |            |
|                  | Vacantes                            | Vacantes | Vacantes                                | Vacantes          | 0                | 0                              | -          |
| Total            | Total                               | Total | Total                                   | 100               | 125              | 125                            |            |

## Encuestas
| |
| Evolución de las intenciones de voto desde las últimas elecciones                                                |
| Coalition avenir Québec Partido liberal de Quebec Parti québécois Québec solidaire Partido conservador de Quebec |

## Resultados
|  | 40.98 % |

|  | 14.37 % |

|  | 15.43 % |

|  | 14.61 % |

|  | 12.9 % |

|  | 0.8 % |

|  | 0.05 % |

|  | 0.9 % |

|  | 98.65 % |

|  | 100.00 % |

|  | 66.15 % |